# Zasłonak czerniejący

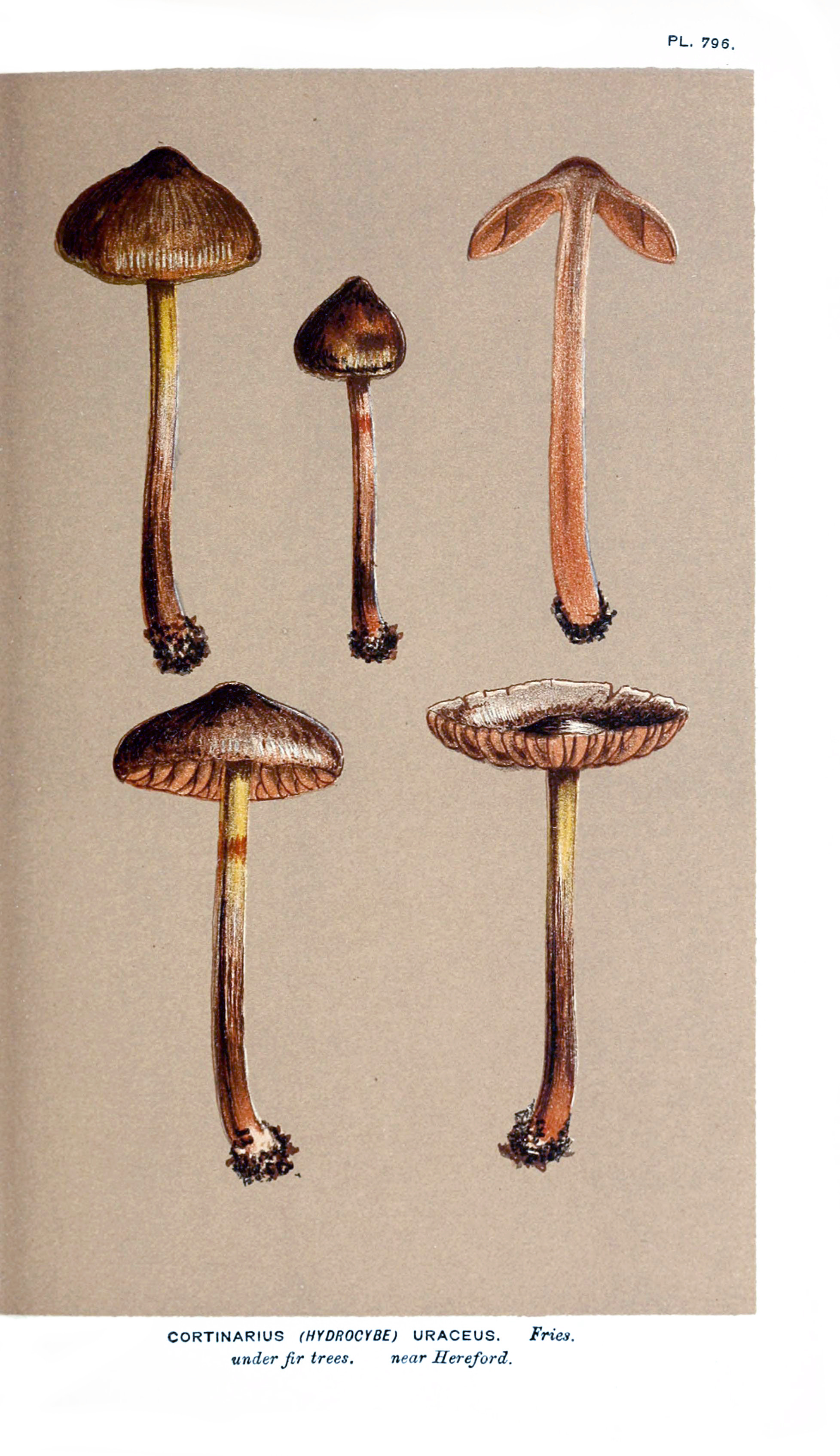

Zasłonak czerniejący (Cortinarius uraceus Fr.) – gatunek grzybów należący do rodziny zasłonakowatych (Cortinariaceae).

## Systematyka i nazewnictwo
Pozycja w klasyfikacji według Index Fungorum: Cortinarius, Cortinariaceae, Agaricales, Agaricomycetidae, Agaricomycetes, Agaricomycotina, Basidiomycota, Fungi.
Po razpierwszy opisał go Elias Fries w 1838 r. Synonimy:

- Cortinarius suburaceus M.M. Moser 1986
- Cortinarius suburaceus M.M. Moser 1967
- Cortinarius uraceus f. suburaceus M.M. Moser ex Nespiak 1981
- Cortinarius uraceus Fr. 1838 f. uraceus
- Cortinarius uraceus var. bresadolae Schulzer 1885
- Cortinarius uraceus var. crassifolius (Velen.) Melot 1986
- Cortinarius uraceus Fr. 1838 var. uraceus
- Hydrocybe crassifolius Velen.

Nazwę polską nadał Andrzej Nespiak w 1981 r. Opisywał ten gatunek także pod nazwą zasłonak mocnonogi.

## Morfologia
Kapelusz
Średnica 3–6 cm, za młodu stożkowato-dzwonkowaty z podwiniętym brzegiem i tępym garbem, potem łukowaty, w końcu płaski z pofalowanym brzegiem, higrofaniczny. Powierzchnia gładka, czerwona, kasztanowa lub oliwkowobrązowa z plamami o barwie od ciemnobrązowej do prawie czarnej. Charakterystyczną cechą jest czernienie kapelusza w starszych owocnikach, a także po jego uciśnięciu.
Blaszki
Szerokie i do trzonu szeroko przyrośnięte, początkowo jasnobrązowe, potem cynamonowe, w końcu czerwonobrązowe. Ostrza jaśniejsze.
Trzon
Wysokość 2–7 cm, grubość 5–15 mm, walcowaty, czasami z nieco rozszerzoną podstawą (do 2 cm), początkowo pełny, potem pusty. Powierzchnia gładka, bladożółta, zielonożółta lub oliwkowa, pokryta podłużnymi włókienkami. Podobnie jak kapelusz po uciśnięciu, oraz z wiekiem czernieje.
Miąższ
W stanie suchym żółtoochrowy, w stanie wilgotnym czerwonobrązowy lub brązowy. Zapach i smak grzybowy.
Cechy mikroskopowe
Zarodniki o rozmiarach 8–11,5 × 5–7 μm, eliptyczne, silnie brodawkowate.
Gatunki podobne
Jest kilka gatunków czerniejących zasłonaków. Cortinarius uraceus odróżnia się od nich oliwkowym odcieniem kapelusza.

## Występowanie i siedlisko
Znane są jego stanowiska w Europie, Ameryce Północnej i Środkowej. W Europie występuje głównie w jej zachodniej i północnej części, na północy sięgając po Islandię i 67 stopień szerokości geograficznej na Półwyspie Skandynawskim. W piśmiennictwie naukowym na terenie Polski do 2003 r. podano 6 stanowisk, w późniejszych latach podano następne.
Grzyb mykoryzowy. Rośnie na ziemi w iglastych i mieszanych lasach, na kwaśnych glebach, zwłaszcza pod świerkami. Owocniki wytwarza od sierpnia do października.